# Franciszek Longchamps de Bérier (1912–1969)
Franciszek Longchamps de Bérier (ur. 9 września 1912 we Lwowie, zm. 19 maja 1969 we Wrocławiu) – polski prawnik, specjalista w dziedzinie prawa administracyjnego.

## Życiorys
Był synem Bogusława Karola – znanego adwokata lwowskiego, i Felicji Kamieńskiej. W roku szkolnym 1922/23 rozpoczął naukę w III Gimnazjum Państwowym im. Króla Stefana Batorego we Lwowie, gdzie w 1930 roku złożył egzamin dojrzałości. W latach 1930–1935 studiował na Wydziale Prawa Uniwersytetu Jana Kazimierza we Lwowie, uzyskując w 1935 roku tytuł magistra. W międzyczasie (czerwiec 1932–lipiec 1933) odbył jednoroczną służbę wojskową, w której trakcie ukończył z 2. lokatą Szkołę Podchorążych Rezerwy Kawalerii w Grudziądzu (15 sierpnia 1932–30 czerwca 1933) i odbył praktykę w jednym z pułków kawalerii. Został mianowany podporucznikiem ze starszeństwem 1 stycznia 1935 roku w korpusie oficerów rezerwy kawalerii.
3 lipca 1935 roku rozpoczął pracę jako aplikant w kancelarii adwokackiej swojego ojca Bogusława. W okresie od grudnia 1936 do września 1939 roku pracował jako asystent przy Katedrze Nauki Administracji i Polskiego Prawa Administracyjnego na Wydziale Prawa UJK, kierowanej przez prof. Zbigniewa Pazdrę. W 1938 roku obronił pracę doktorską (Ograniczenia własności w polskim prawie administracyjnym), napisaną na seminarium prof. Pazdry. W ocenie pracy prof. Pazdro napisał: „rozprawa p. L. wypełnia pewną lukę w naszym piśmiennictwie prawnoadministracyjnym, wnosi do niego coś nowego, jest przyczynkiem wartościowym i toruje drogę do dalszych badań. […] autor umie zająć stanowisko krytyczne i samodzielne wobec poglądów z literatury”. Drugim recenzentem był Kazimierz Przybyłowski, a członkami komisji profesorowie: Kamil Stefko, Ludwik Ehrlich i Mieczysław Honzatko. 1 kwietnia 1939 roku został mianowany na miejsce prof. Mariana Zimmermanna starszym asystentem przy Katedrze Prawa Procesowego Cywilnego z przydziałem do Zakładu Prawa Administracyjnego na okres od 1 kwietnia 1939 do 31 sierpnia 1940 roku. W okresie październik 1938–kwiecień 1939 roku przebywał na studiach w Instytucie Prawa Porównawczego Uniwersytetu w Lyonie u prof. Jaques’a Lamberta, a następnie w Instytucie Prawa Lotniczego w Rzymie u prof. Ambrosiniego.
W niedzielę 27 sierpnia 1939 roku wyjechał ze Lwowa wskutek powołania do służby wojskowej. W czasie kampanii wrześniowej był podporucznikiem 9 pułku Ułanów Małopolskich. Ranny w bitwie w okolicach Puszczy Kampinoskiej dostał się do niewoli niemieckiej. Wojnę spędził w oflagu w Hadamarze, a następnie w Murnau w Niemczech, gdzie nauczał prawa na kursach prawniczych. Za walkę w kampanii wrześniowej odznaczony został srebrnym Krzyżem Virtuti Militari i Krzyżem Walecznych. Do Polski wrócił w 1945 roku, a w 1946 roku  rozpoczął pracę jako adiunkt na Wydziale Prawa Uniwersytetu Wrocławskiego. Wykładał założenia nauki administracji i prawo agrarne (rolne).
Habilitował się w 1948 roku na podstawie monumentalnej pracy Założenia nauki administracji, która została uznana za niezgodną z „duchem ustroju państwa” i wycofana ze sprzedaży. W 1956 roku został mianowany profesorem nadzwyczajnym, a w 1963 roku profesorem zwyczajnym prawa administracyjnego.
Od 1964 roku kierował Katedrą Prawa Administracyjnego Uniwersytetu Wrocławskiego. Współpracował z Instytutem Nauk Prawnych Polskiej Akademii Nauk. Był członkiem Wrocławskiego Towarzystwa Naukowego. Naukowo pracował niemal do śmierci, mimo iż w ostatnim okresie życia ciężko chorował.
Był żonaty z Leonillą Siemieńską. Ich córką była dr Małgorzata Longchamps (1950–1989) – specjalista z zakresu prawa administracyjnego i prawa ochrony środowiska, odznaczona Krzyżem Oficerskim Polonia Restituta za udział w Solidarności (2006). Pozostałe dzieci: Bogusław Stéphane (informatyk) i Katarzyna Longchamps de Bérier-Walewska – psychoanalityk, adiunkt na Wydziale Psychologii Uniwersytetu Warszawskiego. 
Wnukiem prof. Franciszka Longchamps de Bériera jest ks. prof. Franciszek Longchamps de Bérier – profesor Uniwersytetu Jagiellońskiego i Warszawskiego.
Zmarł 19 maja 1969 roku we Wrocławiu, tam też został pochowany na Cmentarzu Świętej Rodziny (grób 8666, sektor 17, rząd 15, nr 5).

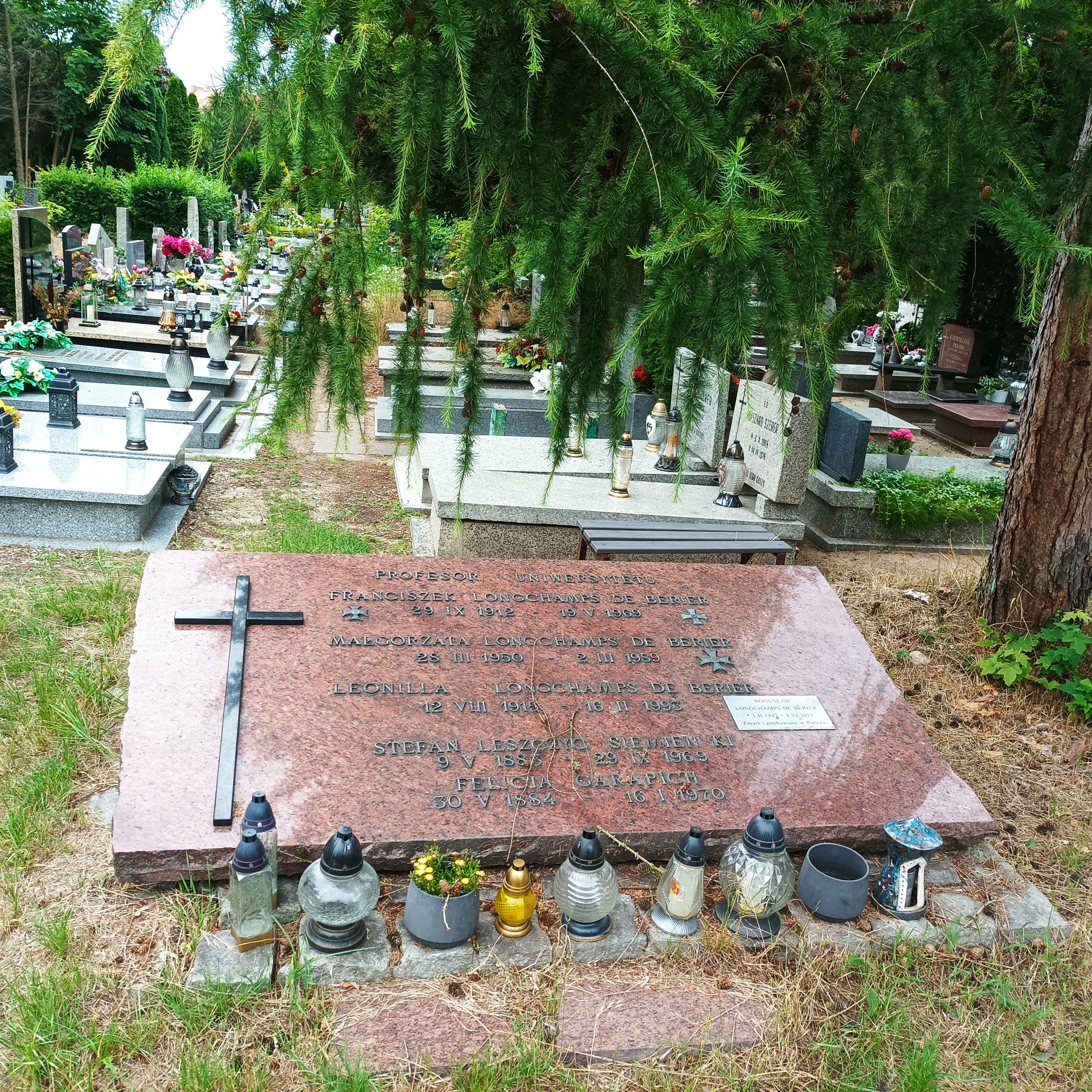
Grób prof. Franciszka Longchamps de Bérier na Cmentarzu Świętej Rodziny we Wrocławiu

## Publikacje
- Osobiste świadczenia wojenne, Lwów 1936.
- Ograniczenia własności w polskim prawie administracyjnym, Lwów 1938,
- Co każdy obywatel powinien wiedzieć o administracji państwowej, Wrocław 1947[3],
- Prawo agrarne, Wrocław 1949,
- Scalenie Ziem Zachodnich. Prawo o ustroju administracyjnym polskiej ludności miejscowej i osadnictwie nierolniczym, Wrocław 1950[3],
- Zagadnienia prawne rybactwa śródlądowego w Polsce, Wrocław 1957.
- Poglądy nauki francuskiej i belgijskiej na prawa jednostki wobec władzy (1962).
- Współczesne kierunki w nauce prawa administracyjnego na zachodzie Europy (1968).
- Z problemów poznania prawa (1968).
- Założenia nauki administracji, Wrocław 1991.